# Kyzyl-Ozek
Kyzyl-Ozek (in russo Кызыл-Озек?) è una località della Repubblica Autonoma dell'Altaj, in Russia.